# Lista recordurilor mondiale la haltere

## Recorduri bărbați
| Disciplina | Disciplina | Greutate | Nume                 | Țara     | Data       | Locul       |
| ---------- | ---------- | -------- | -------------------- | -------- | ---------- | ----------- |
| -56 kg     | Smuls      | 138 kg   | Halil Mutlu          | Turcia   | 04.11.2001 | Antalya     |
| -56 kg     | Împins     | 168 kg   | Halil Mutlu          | Turcia   | 24.04.2001 | Trenčín     |
| -56 kg     | Dublu      | 305 kg   | Halil Mutlu          | Turcia   | 16.09.2000 | Sydney      |
| -62 kg     | Smuls      | 153 kg   | Shi Zhiyong          | China    | 28.06.2002 | Izmir       |
| -62 kg     | Împins     | 182 kg   | Le Maosheng          | China    | 02.10.2002 | Busan       |
| -62 kg     | Dublu      | 326 kg   | Zhang Jie            | China    | 28.04.2008 | Kanazawa    |
| -69 kg     | Smuls      | 165 kg   | Georgi Markow        | Bulgaria | 20.09.2000 | Sydney      |
| -69 kg     | Împins     | 197 kg   | Zhang Guozheng       | China    | 11.09.2003 | Qinhuangdao |
| -69 kg     | Dublu      | 357 kg   | Galabin Boewski      | Bulgaria | 24.11.1999 | Atena       |
| -77 kg     | Smuls      | 174 kg   | Xiaojun Lu           | China    | 24.11.2009 | Goyang      |
| -77 kg     | Împins     | 210 kg   | Oleg Perepetschenow  | Rusia    | 27.04.2001 | Trenčín     |
| -77 kg     | Dublu      | 378 kg   | Xiaojun Lu           | China    | 24.11.2009 | Goyang      |
| -85 kg     | Smuls      | 187 kg   | Andrej Rybakou       | Belarus  | 22.09.2007 | Chiang Mai  |
| -85 kg     | Împins     | 218 kg   | Zhang Yong           | China    | 25.04.1998 | Ramat Gan   |
| -85 kg     | Dublu      | 394 kg   | Andrej Rybakou       | Belarus  | 15.08.2008 | Peking      |
| -94 kg     | Smuls      | 188 kg   | Akakios Kachiasvilis | Grecia   | 27.11.1999 | Atena       |
| -94 kg     | Împins     | 232 kg   | Szymon Kołecki       | Polonia  | 29.04.2000 | Sofia       |
| -94 kg     | Dublu      | 412 kg   | Akakios Kachiasvilis | Grecia   | 27.11.1999 | Atena       |
| -105 kg    | Smuls      | 200 kg   | Andrej Aramnau       | Belarus  | 18.08.2008 | Peking      |
| -105 kg    | Împins     | 237 kg   | Alan Zagaew          | Bulgaria | 25.04.2004 | Kiev        |
| -105 kg    | Dublu      | 436 kg   | Andrej Aramnau       | Belarus  | 18.08.2008 | Peking      |
| 105+ kg    | Smuls      | 213 kg   | Hossein Rezazadeh    | Iran     | 14.09.2003 | Qinhuangdao |
| 105+ kg    | Împins     | 264 kg   | Alexander Lochev     | Iran     | 25.08.2004 | Atena       |
| 105+ kg    | Dublu      | 472 kg   | Hossein Rezazadeh    | Iran     | 26.09.2000 | Sydney      |

## Recorduri femei
| Disciplina | Disciplina | Greutate | Nume                | Țara           | Data       | Locul         |
| ---------- | ---------- | -------- | ------------------- | -------------- | ---------- | ------------- |
| -48 kg     | Smuls      | 098 kg   | Yang Lian           | China          | 01.10.2006 | Santo Domingo |
| -48 kg     | Împins     | 120 kg   | Chen Xiexia         | China          | 21.04.2007 | Tai'an        |
| -48 kg     | Dublu      | 217 kg   | Yang Lian           | China          | 01.10.2006 | Santo Domingo |
| -53 kg     | Smuls      | 102 kg   | Song Hu Ri          | Coreea de Nord | 01.10.2002 | Busan         |
| -53 kg     | Împins     | 129 kg   | Li Ping             | China          | 22.04.2007 | Tai'an        |
| -53 kg     | Dublu      | 226 kg   | Qiu Hongxia         | China          | 01.10.2006 | Santo Domingo |
| -58 kg     | Smuls      | 111 kg   | Chen Yanqing        | China          | 03.12.2006 | Doha          |
| -58 kg     | Împins     | 141 kg   | Qiu Honmei          | China          | 23.04.2007 | Tai'an        |
| -58 kg     | Dublu      | 251 kg   | Chen Yanqing        | China          | 03.12.2006 | Doha          |
| -63 kg     | Smuls      | 116 kg   | Pawina Thongsuk     | Thailanda      | 12.11.2005 | Doha          |
| -63 kg     | Împins     | 142 kg   | Pawina Thongsuk     | Thailanda      | 04.12.2006 | Doha          |
| -63 kg     | Dublu      | 257 kg   | Liu Haixia          | China          | 23.09.2007 | Chiang Mai    |
| -69 kg     | Smuls      | 128 kg   | Liu Chunhong        | China          | 13.08.2008 | Peking        |
| -69 kg     | Împins     | 158 kg   | Liu Chunhong        | China          | 13.08.2008 | Peking        |
| -69 kg     | Dublu      | 286 kg   | Liu Chunhong        | China          | 13.08.2008 | Peking        |
| -75 kg     | Smuls      | 132 kg   | Swetlana Podobedowa | Kazahstan      | 28.11.2009 | Goyang        |
| -75 kg     | Împins     | 160 kg   | Swetlana Podobedowa | Kazahstan      | 28.11.2009 | Goyang        |
| -75 kg     | Dublu      | 292 kg   | Swetlana Podobedowa | Kazahstan      | 28.11.2009 | Goyang        |
| 75+ kg     | Smuls      | 145 kg   | Tatiana Kashirina   | Rusia          | 15.04.2012 | Antalia       |
| 75+ kg     | Împins     | 187 kg   | Jang Mi-ran         | Coreea de Sud  | 28.11.2009 | Goyang        |
| 75+ kg     | Dublu      | 326 kg   | Jang Mi-ran         | Coreea de Sud  | 16.08.2008 | Peking        |